# PHOSPHO1
PHOSPHO1 (англ. Phosphoethanolamine/phosphocholine phosphatase) – білок, який кодується однойменним геном, розташованим у людей на 17-й хромосомі. Довжина поліпептидного ланцюга білка становить 267 амінокислот, а молекулярна маса — 29 713.
| 10         |  | 20         |  | 30         |  | 40         |  | 50         |
| ---------- |  | ---------- |  | ---------- |  | ---------- |  | ---------- |
| MSGCFPVSGL |  | RCLSRDGRMA |  | AQGAPRFLLT |  | FDFDETIVDE |  | NSDDSIVRAA |
| PGQRLPESLR |  | ATYREGFYNE |  | YMQRVFKYLG |  | EQGVRPRDLS |  | AIYEAIPLSP |
| GMSDLLQFVA |  | KQGACFEVIL |  | ISDANTFGVE |  | SSLRAAGHHS |  | LFRRILSNPS |
| GPDARGLLAL |  | RPFHTHSCAR |  | CPANMCKHKV |  | LSDYLRERAH |  | DGVHFERLFY |
| VGDGANDFCP |  | MGLLAGGDVA |  | FPRRGYPMHR |  | LIQEAQKAEP |  | SSFRASVVPW |
| ETAADVRLHL |  | QQVLKSC    |  |            |  |            |  |            |

A: Аланін

C: Цистеїн

D: Аспарагінова кислота

E: Глутамінова кислота

F: Фенілаланін

G: Гліцин

H: Гістидин

I: Ізолейцин

K: Лізин

L: Лейцин

M: Метіонін

N: Аспарагін

P: Пролін

Q: Глутамін

R: Аргінін

S: Серин

T: Треонін

V: Валін

W: Триптофан

Кодований геном білок за функцією належить до гідролаз. 
Задіяний у таких біологічних процесах, як мінеральний обмін, альтернативний сплайсинг. 
Білок має сайт для зв'язування з іонами металів, іоном магнію. 